# Fara v Kadově (okres Strakonice)
Kadovská fara je památkově chráněná budova fary v Kadově na Strakonicku. V církevní organizaci patří do římskokatolické farnosti Kadov.

## Historie
Podle údajů obecní kroniky[chybí lepší zdroj] stávala při místním kostele fara již ve 14. století – šlo o prosté obydlí místního plebána. Budova tehdy byla dřevěná, krytá šindelem.[zdroj⁠?!] Faráři zde byli většinou katoličtí, s výjimkou jednoho kněze svěceného podobojí. V letech 1620 až 1757 byl Kadov přifařen k farnosti Záboří.
Budova fary pochází z roku 1758, stejně jako přilehlé hospodářské budovy. Tyto musely být obnoveny po požáru způsobeném bleskem, který zmiňuje obecní kronika v roce 1781. Fara sloužila původnímu účelu až do 26. října roku 1949, kdy se z ní odstěhoval poslední zde žijící farář.
V roce 1956 byla na faře zřízena poradna pro matky a děti pod hlavičkou Československého červeného kříže. Poradna tu byla provozována až do devadesátých let, kdy fara přešla do rukou soukromých majitelů.
Od roku 2022 probíhala v celém areálu rekonstrukce v režii nového soukromého vlastníka. Obnovena byla zejména střecha s kompletně novou krytinou včetně doplňků – okapů a oplechování z měděného plechu – a fasáda na jižní a východní straně budovy. Rovněž byla obnovena omítka na východní části ohradní zdi.

## Popis
Budova fary se nachází uprostřed vesnice, kde spolu s kostelem svatého Václava, tvrzí a špitální budovou tvoří cenný urbanistický celek. Areál fary zahrnuje kromě farní budovy s mansardovou střechou také hospodářské budovy (stodolu a chlévy) a je ohraničen kamennou ohradní zdí s branami. Fara z poloviny 18. století je postavena v barokním slohu a barevné pojetí její fasády je v souladu s fasádou kostela i špitální budovy.
Z památkového hlediska je významné nejen hmotové uspořádání budov kolem dvora a jejich dispozice, ale i dochované stavební konstrukce, prvky a detaily. Zejména se jedná o klenuté prostory v přízemí a ve sklepení fary, kde jsou dochovány valené klenby s výsečemi a plackové klenby, dále pak fabionové stropy a prkenné podlahy v patře, mansardový krov s ležatou stolicí s pásky a dochovaná pokojová kachlová kamna patrně z poloviny 19. století. Památkovou ochranu mají i hospodářské budovy fary se zachovalými vaznicovými krovy, prkennými podlahami a
plackovými klenbami.